# حسين مغنية
هو الشيخ حسين بن الشيخ علي بن الشيخ حسن بن الشيخ مهدي بن الشيخ محمد بن الشيخ علي بن الشيخ حسن بن الشيخ حسين بن محمود بن محمد بن علي آل مُغْنِيَّة الأسدي العاملي. ولد حجة الإسلام المرجع الشيخ حسين مغنية عام 1280 ه/1863م في النجف، وتوفي في صيدا عام 1359 ه/1940م.

## مقدمة
حجة الإسلام المرجع الشيخ حسين مغنية عالم ديني كبير، من كبار علماء المسلمين الشيعة في عصره، والرئيس الديني في جبل عامل(الآن جنوب لبنان) منذ ما قبل الحرب العالمية الأولى إلى حين وفاته في الحرب العالمية الثانية. أجمعت عليه الكلمة فانعقدت له الزعامة الدينية في جبل عامل. كان يلقب بـ «شيخ الطائفة» لأنه كان كبير علماء الشيعة الإمامية في بلاد الشام، كما لقب أيضا بـ«مؤهل العلماء» لكثرة العلماء الذين تتلمذوا على يديه.

## والده
الشيخ علي بن الشيخ حسن مغنية، ولد سنة 1256 هـ وتوفي سنة 1283 هـ أو عام 1278 هـ في النجف.وصف بآية القرن الثالث عشر. أتم قراءة القرآن وأتقن علمي النحو والصرف في العاشرة من عمره.وفي الثانية عشر اجتمع في صيدا ببعض قضاة ماهرين درسوا في الجامع الأزهر فابهرهم ما رأوا من علمه وفضله وتحدثوا عنه واثنوا عليه.
 
سافر إلى النجف في الخامسة عشر من عمره. ذكر كبار العلماء في النجف أنهم سمعوا منه ابحاثا حين قراءة الدروس وتحقيقات ما سمعت من علماء عصرهم، وقد فات الكل. كانت له حافظة غريبة يحفظ القصيدة الطويلة بسماعها مرة واحدة. نبغ نبوغا فائقا وبلغ من العلم والفضل في المدة القصيرة ما لم يبلغه الشيوخ الأفاضل في السنين الكثيرة حتى لقب في النجف ب«الشهيد» لذلك، لدرجة أنه في الواحدة والعشرين كان يحضر درس فقيه ذلك العصر والمرجع العام الشيخ محمد حسين الكاظمي الذي كان يباحث في جملة مسائل أثبتها في كتابه الكبير فيعارضه الشيخ علي فيها فيعدل عنها عندما يلوح له الصواب من كلامه وجرى ذلك أكثر من مرة. وقد حاز على درجة الاجتهاد، وكان متوقعا أن يصبح المرجع العام، لكن دهره لم يمهله فتوفي في النجف ولم يبلغ سبعة وعشرين سنة، ودفن بجنب أبيه بالصحن الشريف.

## والدته
كريمة العلامة السيد كاظم بن السيد أحمد الأمين القشاقشي.

## نشأته
كان عمر الشيخ حسين ثلاث سنوات عندما توفي والده، فنشأ يتيم الأب (كما نشأ والده). بقي في النجف عند جده لأمه حتى صار عمره ثماني سنوات، وكانت جدته لأبيه البارة سافرت إلى العراق لأجله مرتين، فعادت به إلى جبل عامل.
قرأ القرآن عند بني عمه لثمانية أشهر ثم نقله عم أبيه الشيخ محمد إلى المدرسة الرشدية في صور عند الشيخ جعفر مغنية، وبعد وفاة استاذه، نقله مع بني عمه إلى مدرسة حناويه عند العلامة الفقيه الشيخ محمد علي عز الدين حيث قرأ أولا في جبل عاملة المقدمات من النحو والصرف والبيان والمنطق وأصول الفقه إلى نهاية المعالم، ولما حضر الشيخ موسى شرارة من العراق إلى بنت جبيل من جبل عامل انتقل إلى مدرسته فقرأ فيها عليه القوانين واللمعة وشيئا من الرسائل، وكد وحصل واستعد وفي صغر سنه حاز التقى والتهجد والورع مواظبا مجتهدا على العبادة والتحصيل والإفادة.

## السفر إلى العراق
بعد وفاة الشيخ موسى شرارة، لم يعد هنالك في جبل عامل من يصلح لتدريس المستوى الذي وصل إليه الشيخ حسين مغنية، فقرر السفر إلى العراق، وحضر إلى بلدة شقراء وعرض على زميله في الدراسة، السيد محسن الأمين، السفر إلى العراق، فوافق بعد أن استأذن والده، وانطلقوا في رحلة شاقة من جبل عامل إلى النجف.

### في النجف
بقي الشيخ حسين في النجف عشرة أعوام ونصف بكد ويجتهد، قرأ الرسائل على الشيخ شريعة الاصفهاني والأصول الخارج ليلا عند الشيخ ملا كاظم الخراساني وفي درسي الفقه خارجا عند الشيخ آقا رضا الهمذاني والشيخ محمد طه نجف إلى أن حاز على درجة الاجتهاد المطلق. شهد باجتهاده كل من:
1. الشيخ آقا رضا الهمذاني
2. الشيخ محمد طه نجف
3. السيد محمد ابن السيد محمد تقي الطباطبائي آل بحر العلوم
4. الشيخ فتح الله الأصفهاني

وغيرهم

## العودة إلىجبل عامل
بعد فراغه من تحصيل العلوم الدينية، وبلوغه أعلى درجات الاجتهاد والاستنباط، عاد الشيخ حسين مغنية إلى جبل عامل في عام 1899، واستقر الشيخ حسين في وطن آبائه وأجداده طيردبا في ساحل صور.

## علمه
انعقدت للشيخ حسين مغنية الزعامة الدينية في جبل عامل في ظل وجود أعلام كبار من طراز السيد محسن الأمين العاملي، والسيد عبد الحسين شرف الدين الموسوي الذي برز في وقت لاحق، وهذا يدل على المستوى العلمي الذي وصل إليه الشيخ حسين مغنية.فالسيد محسن الأمين يعرفه في كتاب أعيان الشيعة ب«شيخنا»، وفي موضع آخر«شيخ الطائفة» و«القدوة الفقيه». كما أن السيد عبد الحسبن شرف الدين، في «موسوعة السيد عبد الحسين شرف الدين»، يعرفه ب«كبير العلماء الشرعيين» و«حجة الإسلام».
يذكر أن المرجعية في النجف، وخصوصا المرجع العام الشيخ النائيني (رضوان الله عليه) كان يرجع الشيعة في لبنان إلى الشيخ حسين مغنية، وكان يقول:«قوله قولي ورأيه رأيي فارجعوا له بكل مسائلكم وأموركم».(12) وكان علماء جبل عامل يطالبونه بإقامة مرجعية شرعية.
وقال في علمه الشاعر سليم جواد البرجي في مقطع من قصيدته عام 1935:
```
      نلوذُ بظلِّه إن غيَّرتنا   عصورٌ فالحسينُ لنا كفيل 
     وعيلمُ قطرِ نا بل كلُّ قطر  وواحدُ دهرِنا حَبْرٌ جليل 
      حسينٌ فيه نورٌ من أبيه   عليٌّ ما له أبدًا مثيل
     لئن قامت رجالُ الأرضِ طرّا   تباريه فذلك مستحيلُ
     سما فخرَ البلاد بكلِّ علمٍ  وبالفتوى له الباعُ الطويلُ
```

و قال الشيخ علي شمس الدين:
```
     ما زال مذ عقدت يداه إزاره      يرتاد أبعد غاية أسماها
          حتى ارتقى رتبا تقاعس دونها       كل البرية شيخها وفتاها
          سل عنه اعلام الشريعة والهدى       تنبئك حقا انه أقضاها 
          وأسدها رأيا إذا ما مشكل            حارت بحل دقيقة علماها
```

و قال في رئاسته السيد نور الدين فحص:
```
                    على غير ما أهوى أتيت مودعا         أبا كان للغرا اماما ومرجعا
 
                   أجل ان ناي عنا الحسين فشبله         مكان الذي تهوى الرئاسة مفزعا
```

و قال الشيخ خليل مغنية في رثاءه:
```
                        هذه الروضة اضحت مرقدا         ومقاما لرئيس العلما
```

## عمله
اختير الشيخ حسين مغنية رئيسا لعلماء جبل عامل بتقديمه من قبل العلماء ومحبة الناس له ووثوقهم به، لما عرف عنه من صفات حميدة كثيرة. ذكر منها العلامة السيد محسن الأمين: «عالما فاضلا فقيها كاملا شاعرا أديبا تقيا نقيا عاقلا كريما سخيا حسن الأخلاق محمود السيرة»، وأضاف السيد الأمين أنه «لم يعثر له على زلة»، وورد في كتاب السيد حسن الصدر(أحد معاصريه من علماء العراق البارزين):«تقي نقي لا يغمز عليه بشئ».
وقام بالوظائف الشرعية كالإمامة والإرشاد والتوجيه وإصدار الأحكام والقضاء...ومما قاله في ذلك الشيخ سليمان الظاهر في رثاء الشيخ:
```
                      وكان حسين كالحسين بصبره              وان لم يمت ما بين كر واقدام
                     امام على التقوى يلوث إزاره        وما لاثه يوما على وزر آثام
                    لقد كان مأمون البوادر لا يرى        به مغمز يوما لعاب ولا ذام
```

ومما قاله في ذلك الشيخ شمس الدين:
```
                     والمانح الهدي الصحيح لأمة             كادت تضل طريقها وهداها
                     والثابت الاقدام عند مزالق           العصم خوف هلاكها تأباها
```

ومما قاله خليل مغنية في رثاءه:
```
                     هاهنا يرقد من كان له              مجلس الأحكام فوق النيرات
                     وهنا يرقد ذو القدس الذي           لم يدنس برده في الشبهات
                     عيلم العلم الذي في علمه            هتك الجهل واجلى الظلمات
```

## المرجع
كان الناس يتوافدون إلى الشيخ حسين مغنية من جبل عامل والمناطق المحيطة من بلاد الشام للسؤال عن المسائل والأمور الدينية، وطلب النصيحة والإرشاد، وكان مرجع العلماء إذا عجزوا عن حل مسألة شرعية. يورد أمين علي مرتضى في كتابه «السيد محسن الأمين: سيرته ونتاجه» نقلا عن الشيخ إبراهيم سليمان أن الشيخ حسين مغنية عالم ديني محترم جدا دقيق النظر في معضلات الأمور وتعقيداتها لا يجاريه في ذلك أحد من معاصريه.
كانت داره تعج بالناس من الصبيحة إلى المغرب، وكانت الصلاة عنده تشهد زحاما كثيفا، ووصف الشاعر ذلك بقوله:
```
                 كان جماهيرا مشت بسريره                  تزاحم اقدام مواطئ أقدام
                 صفوف صلاة أو صلات طوائفا                بأفضل صوام على الخير قوام
```

## القاضي
كان الشيخ حسين مغنية مشهورا بالقضاء وفصل الأمور وحل المشكلات. كان الناس يلجؤون إليه للبت بالأحكام وفض المشكلات العالقة. ويروى أنه لطالما شوهد المتحاجين قادمين من حوران في سوريا للتقاضي عنده، كما أن البعض من مسيحيي جبل عامل كانوا يتقاضون عنده. هذا ما دفع الشيخ إلى إعطاء الوقت الأكبر من وقته لقضاء حوائج الناس وإصلاح شؤونهم. يقول في ذلك الشيخ سليمان الظاهر:
```
                    وقد كان في يوم الحكومات حيث لا          تصيب النهى أحكامها باب أحكام 
                   أمينا على فصل القضايا كأنما استمد        القضاء الفصل من فيض إلهام
                     بصير بحل المشكلات وما التوت               له حجة يوما بنقض وإبرام
```

كما قال الشيخ علي شمس الدين:
```
                       سل عنه اعلام الشريعة والهدى           تنبئك حقا أنه أقضاها
                       وأسدها رأيا إذا ما مشكل             حارت بحل دقيقة علماها
```

## المعلم
كانت قرية  طيردبا في زمن الشيخ حسين بمثابة العاصمة الدينية لجبل عامل. بالإضافة إلى أنها كانت مقصد الناس، إلا أنها كانت مقصد طالبي العلوم الدينية. فقد أحيا الشيخ مدرسة آبائه لتدريس القرآن والفقه والأصول، وأعطى وقتا كبيرا لتدريس الطلاب  حتى لقب ب«مؤهل العلماء»، وقد تتلمذ الكثير من العلماء الأفاضل على يديه منهم:
1. الشيخ عبد الكريم مغنية
2. الشيخ خليل مغنية
3. الشيخ علي مغنية
4. الشيخ محمد جواد مغنية
5. الشيخ محمد العسيلي
6. الشيخ علي سليمان
7. الشيخ خليل ياسين
8. السيد عباس أبو الحسن
9. الشيخ حسين معتوق
10. الشيخ إبراهيم سليمان

وغيرهم كثيرون

## الزاهد
أحد الأسباب التي زادت من احترام الناس للشيخ حسين مغنية ووثوقهم به ما عرف عنه من زهد وتواضع أضافت إلى المكانة العلمية وضعية مرموقة بين الناس. ما اشتهر عن الشيخ أنه كان لا يأخذ نصيبه من الحقوق الشرعية، بل كان يضيفها إلى نصيب الفقراء والأيتام، ذلك أنه كان يقول للناس أنه مكتف. فقد كان للشيخ  أرضا يزرعها الفلاحون حبوبا ويأخذون حصتهم، والباقي للشيخ يعتاش منه. إضافة إلى ذلك، كان الشيخ لا يبقي الأموال الشرعية المستحقة على الناس عنده، بل كان يحسب ما على الفرد من خمس وزكاة، ويطلب منه إبقاء المال معه (الشخص نفسه)، وأن ينفق في منطقته انطلاقا من قاعدة «الأقربون أولى بالمعروف»، وأن يسجل ما يدفع وما يتبقى عليه، وفي حال قصد الشيخ محتاج، يبعثه إلى ذلك الشخص مرفقا بورقة موقعة منه ليعطه مبلغا معينا.
عاش الشيخ سنين عديدة في بيت عبارة عن قبوين كبيرين، قبل أن يبيع أرضا ورثها ليبني بيتا صغيرا فوقهما، وهو لا يزال موجودا حتى اليوم. وكان جل ما في ديوانه القعدات والمساند، وكان كبار الزعماء والشخصيات  يجلسون عليها عند زيارة الشيخ كسائر الناس.
ذكر ذلك الشيخ سليمان الظاهر:
```
                      نضا بردة العيش الحسين زهادة        غداة رآه مثل أضغاث أحلام
```

## الكريم
كان الشيخ كريما سخيا، وذكر ذلك السيد محسن الأمين في أعيان الشيعة، فكان قلما يبقى عنده مما يدخله. 
يروي ذلك الشاعر سليم جواد البرجي في قصيدته (1):
```
                        وأمسى بالندى معنٌ بخيلاً            بجانبه وما معنٌ بخيل
```

## الشيخ والناس
كانت كلمة الشيخ عند الناس القول الفصل من شدة احترام الناس له ووثوقهم به. بان ذلك في عدة حوادث،  ففي مناسبة دفن في مدينة صور كان الشيخ فيها حاضرا، حدث خلاف وتلاسن بين عالم ديني معروف وجماعة كبيرة من الناس، على خلفية مهاجمة العالم لقارئ عزاء في مجلس أحد الأقطاب السياسيين في حينها، وتفسيقه لأنه كان يعتب، والمجلس استقطب الأهالي فشح مجلس ذلك العالم، فثارت الناس عليه وعلت الضوضاء المكان والشيخ جالسا متكأ على عصاه ينظر إلى الأرض، وحمل الناس العصي وكاد الأمر يتطور إلى ما يحمد عقباه، فاستنجد العالم بالشيخ حسين قائلا: يا شيخنا يا شيخنا قولك يا شيخنا!! فرفع الشيخ رأسه وقال: من فسقه (العالم) فهو فاسق، فإذا بالناس على رؤوسهم الطير، فقطع دبر الفتنة التي كادت أن تسيل الدماء، وبعث القارئ إلى بلدة جويا، وحمله رسالة إلى أهلها ليقرأ فيها.
في حادثة أخرى، دعي الشيخ مغنية لعقدقرآن أحد أبناء بلدة معركة. وصل الشيخ إلى البلدة فاستفبله أهلها بحفاوة بالغة، لكن البعض على جهلهم كانوا يضربون الطبول، وهو يحرمها.  تضايق الشيخ من هذا التصرف، فكتب الكتاب وغادر والانزعاج باد على وجهه، فلاحظ الناس ذلك، وانتشر الخبر في ساحل جبل عامل أن الشيخ غير راض عما قام به أهالي معركة، فقاطعت القرى والمدن سكان معركة، وتوقفت عن الشراء منهم أو بيعهم لعدة أيام إلى أن زحفت معركة بأمها وأبيها إلى دار الشيخ، واعتذر أهلها منه، وكسروا الطبل أمام منزله.

## الشيخ والزعماء
كان الشيخ لا يقصد دار زعيم ولا حاكم ولا سياسي، بل كانوا هم من يزورونه في المناسبات وللتهنئة بالأعياد وللسؤال عن مسائل شرعية، وكان لا يقبل الهدايا  من أحد. لذا كان الزعماء والحكام، كما عامة الناس، يكنون له احتراما بالغا.

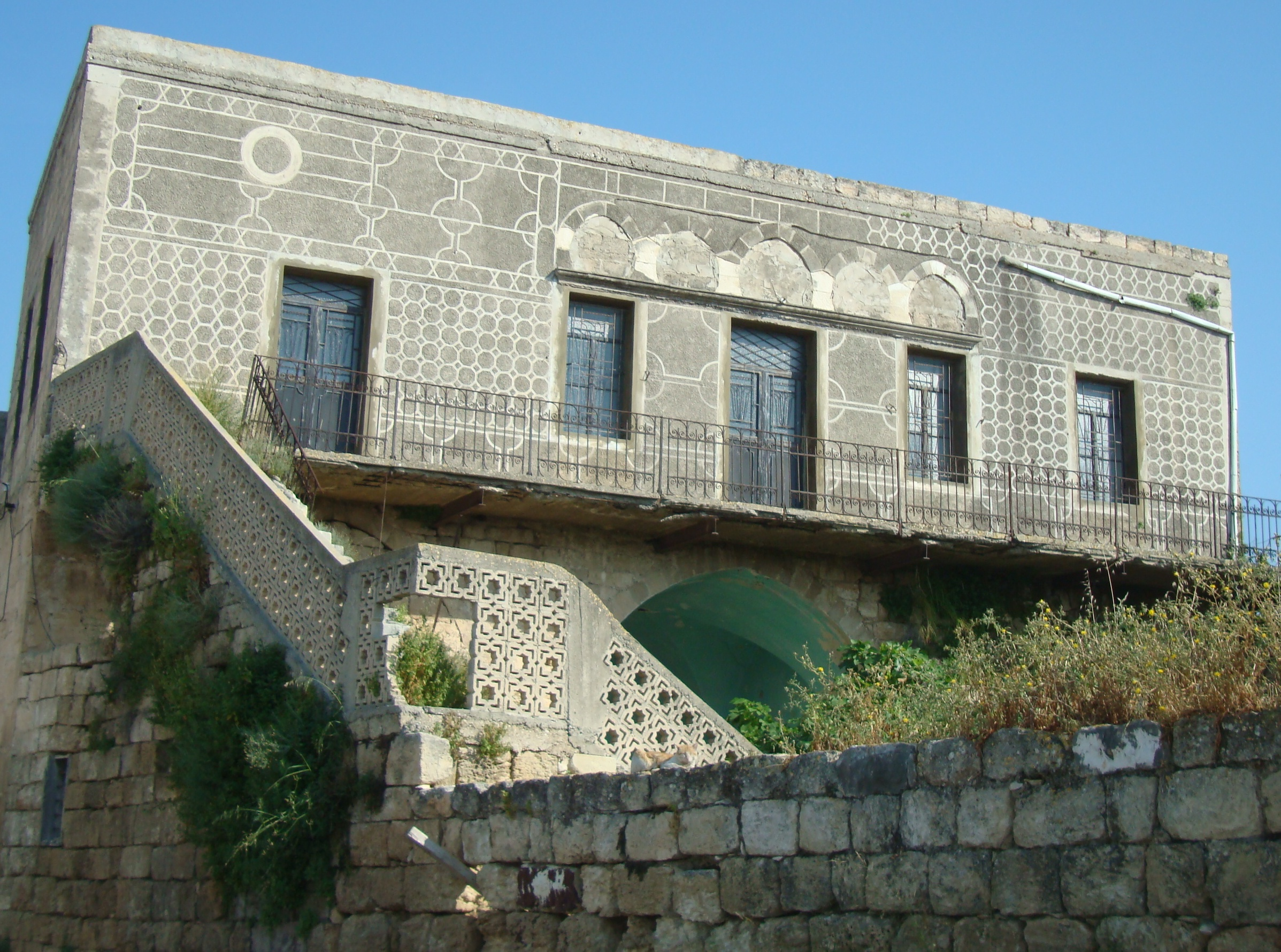
منزل الشيخ حسين مغنية في طيردبا

في أحد الأيام اشتكى أحد الفلاحين عند الشيخ على الحاج إسماعيل الخليل، وهو زعيم إقطاعي له نفوذه، بسبب خلاف على ملكية أرض، فدعا الشيخ كلاهما في يوم معين. حضر الحاج الخليل جلس على إحدى الطنافس (القعدات والمساند) بعد أن ألقى التحية على الشيخ، أما الفلاح، فقعد القعدة الشرعية. أراد الشيخ أن يساوي الفلاح بالزعيم، فطلب منه الجلوس بجنب الحاج الخليل. تردد الفلاح في بادئ الأمر، لأن العادات الاجتماعية كانت غير ذلك بسبب الفوارق الطبقية، فقال الشيخ له:«أنت لست بين يدي حسين مغنية، أنت الآن بين يدي الله.» وعندما هم الفلاح بالجلوس بقرب إسماعيل الخليل، امتعض هذا الثاني واعترف للفلاح بالأرض. وللمفارقة، أن علاقة الخليل بالشيخ كانت واستمرت أكثر من جيدة.
مثال آخر على تصرف الشيخ مغنية هو أنه دعا إلى زفاف إبنه المجتهد الشيخ خليل، الذي عقد قرانه على ابنة السيد محسن الأمين،  كبار البلاد وعامتها، لكنه لم يدع كامل بك الأسعد، وهو زعيم جبل عامل في حينها. سأله الناس عن هذا الأمر، حيث أن كامل الأسعد كان يزور شيخ الطائفة في كل الأعياد والمناسبات وكان على علاقة جيدة به، فأجاب الشيخ مغنية أن آل الأسعد كريمين في مثل هذه المناسبات... فالشيخ لم يدعوه لكي لا ينفق ويبذخ في عرس ابنه.
على كل حال، حضر كامل الأسعد بعد عدة أيام من العرس إلى منزل الشيخ مغنية  في طيردبا للتهنئة. بعد أن سلم على الشيخ، جلس في الديوان على الطنافس والمساند، وهنأه وبحث معه بعض شؤون المنطقة. ثم استأذن كامل الأسعد للمغادرة، وخرج من الغرفة، كعادته في حضرة الشيخ مغنية، يتراجع ووجهه للشيخ (بالعامية خليفاني) حتى يصل الباب احتراما له، وخرج. بعد ذلك، وجد أحد الأشخاص صرة في مكان جلوس كامل الأسعد، على مل يبدو كانت مملوءة بالليرات الذهبية، تركها كهدية الزواج. أبلغ واجدها الشيخ بذلك، فطلب منه ركوب الفرس واللحاق بكامل الأسعد لإرجاع الهدية، فلحق به وأعطاه الكيس وقال له الشيخ يتشكرك وقيمة الهدية وصلت لكنه يعتذر عن تقبلها.

## صلاة الاستسقاء
حدث قحط شديد سنة 1924، فضج الناس من ذلك، فالأرض لم ترتو بالمطر لتخرج ما في لدنها، وكادت تهلك الدواب من شدة الجفاف وقلة المرعى.حاول العديد من العلماء القيام بصلاة الاستسقاء، لكن عزوف السماء عن إنزال الرحمة على العباد استمر.
دعا الشيخ حسين مغنية الناس إلى صوم يومي الأربعاء والخميس، على أن يجتمع الناس لصلاة الاستسقاء نهار الجمعة التالي. زحف المئات الناس في ذلك اليوم إلى دار الشيخ في طيردبا تحت سماء صافية. انطلق الشيخ ومن معه سيرا، حفاة، أحذيتهم في أيديهم، مطأطئين رؤوسهم ورعا من خشية الله، مسافة عدة كيلومترات حتى وصل بهم المطاف إلى سهل فيه عين بمنطقة وادي جيلو، فتوقفوا للصلاة في ذلك الموضع على طلب الشيخ. فما أن أقام الشيخ للصلاة، حتى بدأت زخات المطر بالهطول من السماء، فصلوا تحت المطر. وذكر الكثيرون ممن حضر الصلاة، أنهم عندما فرغوا من الصلاة وباشروا طريق العودة كانوا مغرقين بالماء. وقالت عشائر البدو الموجودة في جبل عامل حينها باللكنة البدوية: «حسين شتاها، ومحسن ما شتاها.» 
وهذه الحادثة معروفة ومتواترة على ألسن الناس في جبل عامل، وقد رواها الكثير من العلماء، وذكرها رئيس المجلس النيابي نبيه بري أكثر من مرة.

## في مواجهة الاستعمار
لعب الشيخ حسين مغنية دورا رئيسيا في مواجهة الاستعمار. كان معروف عنه أنه كان لا يزج نفسه بالسياسة اليومية، لكن كانت له مواقف حاسمة في القضايا المصيرية، أبرز مساهماته:
-ترأس الوفد الممثل لجبل عامل لمقبلة لجنة تقصي الحقائق الأميركية القادمة إلى سوريا عام 1918 لمقابلة زعماء الطوائف وسماع مطالبهم حول تقرير المصير وطبيعة الحكم الذي سيخلف الدولة العثمانية المنهزمة في بلاد الشام.
اجتمع مئة شخصية دينية وعلمية وسياسية من جبل عامل، واختاروا الشيخ مغنية لرئاسة الوفد، والسيد عبد الحسين شرف الدين ليكون معه.
بعد أن قابلت الجنة الأميركية البطريرك المعوشي، حضرت إلى جبل عامل. التقى الشيخ مغنية والسيد شرف الدين أعضاء اللجنة في مدينة صور. بدأ الشيخ مغنية بالكلام رافضا تقسيم المنطقة ومعارضا الانتداب الفرنسي المستتر تحت عرض المعونة الفرنسية، وأدلى السيد شرف الدين بالموقف نفسه. وكلّف الشيخ السيد شرف الدين بمتابعة التواصل مع اللجنة بعد اللقاء.
-حضر الشيخ مغنية مؤتمر وادي الحجير سنة 1920 على رأس وقد من العلماء. والمؤتمر عقد بحضور علماء وزعماء جبل عامل لاتخاذ موقف من المستجدات الخطيرة حينها ومن حكم الملك فيصل في دمشق. قرر المجتمعون انضمام جبل عامل إلى حكم الملك فيصل، على أن يكون لجبل عامل حكما ذاتيا. واختار المؤتمرون الشيخ حسين مغنية ممثلا لجبل عامل لمقابلة الملك فيصل، لكنه اعتذر، فاختار المجتمعون السيد عبد الحسين شرف الدين والسيد عبد الحسين نور الدين لتبليغ الملك فيصل مقررات المؤتمر.
وكان للشيخ مغنية موقفا مؤيدا لمقاومة الفرنسيين في المؤتمر، لكن في نفس الوقت كان له موقفا صارما حين أنب صادق حمزة(زعيم المقاومة) بكلمات قاسية على التجاوزات التي كانت تحصل، كالتعدي على المسيحيين من أهل جبل عامل، وحذر من فتنة تستدعي الفرنسيين.
-إضافة إلى ما تقدم، ذكر السيد محمد حسين فضل الله أن الفرنسيين عرضوا على الشيخ حسين مغنية تولي منصب المفتي لسوريا ولبنان، مع مغريات من معاش مرتفع وسواه من الأمور، لكن الشيخ مغنية رفض ذلك العرض قائلا:" أنا موظف عند الله، ومن يتوظف عند الله لا يتوظف عند أحد.

## جمعية العلماء العاملية
كانت الطائفة الشيعية تعيش حالة من الفوضى، ولم تكن هنالك أي مؤسسة أو هيئة تنظم أو تدير شؤونها الدينية. عمل الشيخ حسين مغنية مع إخوانه من العلماء البررة على إنشاء جمعية ذات سلطة دينية لتوحيد الفعل والرأي والموقف. كان له الدور الرئيسي في تكوين جمعية العلماء العاملية عام 1928،  لتضم تحت لواءها علماء جبل عامل، ولتكون باكورة التحركات على الصعيد البناني في هذا المجال، والذي انتهى بإنشاء المجلس الشيعي الأعلى أيام السيد موسى الصدر.

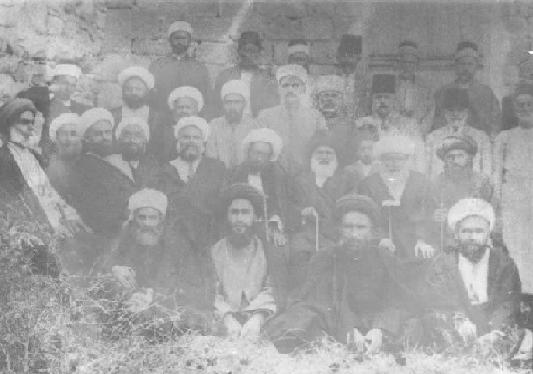
جمعية العلماء العاملية عام 1934، يظهر الشيخ حسين مغنية ثاني الصف الثاني من اليمين وإلى يمينه السيد محسن الأمين(بيديهما عكازين).

اختار العلماء الشيخ حسين مغنية رئيسا للجمعية، والسيد محسن الأمين كمساعد له في إدارتها، والشيخ محمد رضا أمينا للسر.وكانت الجمعية تضم أكثر من ثلاثين عالما أبرزهم: الشيخ حسين مغنية- السيد محسن الأمين-السيد عبد الحسين نور الدين-السيد عبد الحسين شرف الدين- الشيخ عبد الحسين صادق-الشيخ سليمان الظاهر-الشيخ منير عسيران وغيرهم. من وظائف الجمعية:
-البحث بشؤون الطائفة، والأمور الطارئة
-جمع الأموال من الاغتراب لإقامة المشاريع الخيرية
-مساعدة طالبي العلوم الدينية على تأمين نفقات تعليمهم وسفرهم إلى العراق
-تعيين أئمة المساجد
وغيرها من الأمور
كانت الجمعية تسعى إلى بناء مقر دائم لها، على أن يكون في مدينة صور حسب رغبة الشيخ حسين، لكن ذلك لم يتم لأن العلماء توقفوا عن الاجتماع بعد مرض الشيخ مغنية، وانفضت الجمعية بعد وفاة الشيخ حسين مغنية، ولم تعمر حتى الاستقلال لتصبح مؤسسة رسمية.

## رئاسة المحاكم الشرعية
عند إنشاء مؤسسات الأحوال الشخصية للطوائف اللبنانية في عام 1926، أرسل رئيس الجمهورية اللبنانية شارل دباس موفدا إلى الشيخ حسين مغنية يحمل مرسوما يقضي بتعيينه رئيسا للمحكمة الجعفرية، بصفته المجمع عليها كالمرجع الأعلى للطائفة الشيعية، وكان ذلك أعلى منصب روحي رسمي للطائفة.
رفض الشيخ حسين قبول هذا المنصب، وبعث رسالة لشارل دباس يطلب منه تعيين الشيخ منير عسيران في هذا المنصب، وكان كذلك.
سئل الشيخ مغنية عن سبب رفضه رئاسة المحاكم الجعفرية، خصوصا ما تقدمه من امتيازات ومرتب محترم ومنزل في العاصمة وسيارة...علل الشيخ قراره بأنه رأس الطائفة، فهو يقدم على رئيس الجمهورية في وضعيته هذه. أما إذا قبل المنصب سيصبح موظفا في الدولة يمشي خلف الرئيس. لذا اعتذاره كان حفظا لمكانة الطائفة.
كانت هذه الخطوة الأولى لدخول الجناح الديني للطائفة الشيعية في مؤسسات الجمهورية اللبنانية، وذلك بعد انهيار مشروع الملك فيصل في دمشق، وقد عارض البعض هذه المشاركة، وأرسلوا في ذلك إلى-المرجع العام في النجف-الشيخ النائيني  ليمنعه،  لكن الشيخ النائيني رضي بذلك بعدما قدم له صفحة الجريدة المتضمنة لصورة ماصدر من جانب الشيخ حسين مغنية في دفع الاعتراض على تصدي الشيخ عسيران للحكومة الشرعية.

## كتاباته
كان الشيخ مغنية يؤثر قضاء حوائج الناس والإصلاح بينهم وتعليم الطلاب على أن ينصرف للتأليف كما فعل غيره من معاصريه، خصوصا أنه عاش في حقبة صعبة وخطيرة كانت البلاد تعيش فيها حالة من الفوضى، وكانت داره تعج بالناس من شروق الشمس إلى ما بعد غروبها، ولذا لم يكتب حتى عن سيرته الذاتية المليئة بالأحداث والمواقف التي  بعضها موجود في الكتب، وبعضها ما زال يرويه الناس.
لكن الشيخ رغم ذلك، له كتابات كثيرة في الفقه والأصول، كما كتب عدة مقالات.

## شعره
عرف عن الشيخ أنه شاعرا أديبا بليغا، ينظم الشعر المتين الرصين.
له قصائد نشرت في كتاب: «أعيان الشيعة»، وقصائد نشرت في مجلة العرفان، وله ديوان شعر مخطوط.
نظم في عدد من الأغراض المنتخبة مما ألفه شعراء عصره، من أظهرها: المدح لآل البيت خصوصا، والرثاء الذي غلب على نتاجه الشعري؛ فجاءت قصائده سجلاً لتاريخ عدد من رجال عصره، منتهجًا نهج القصيدة العربية القديمة من إسباغ صفات الكمال الإنساني على مرثيّه، ومعتمدًا الإطار التقليدي من طول للقصيدة، ومحافظًا على الوزن والقافية الموحدة واستخدام المحسنات البديعية، وبخاصة الطباق والمقابلة.

## وفاته
مرض الشيخ حسين مغنية وأدخل المستشفى الألماني في بيروت في بادئ الأمر، لكن شكوكا بمحاولة اغتياله، وانتشار الخبر بين الناس، استدعى نقله لمستشفى عسيران في صيدا. حيث توفي عام 1940 عن عمر يناهز ثمانين عاما.

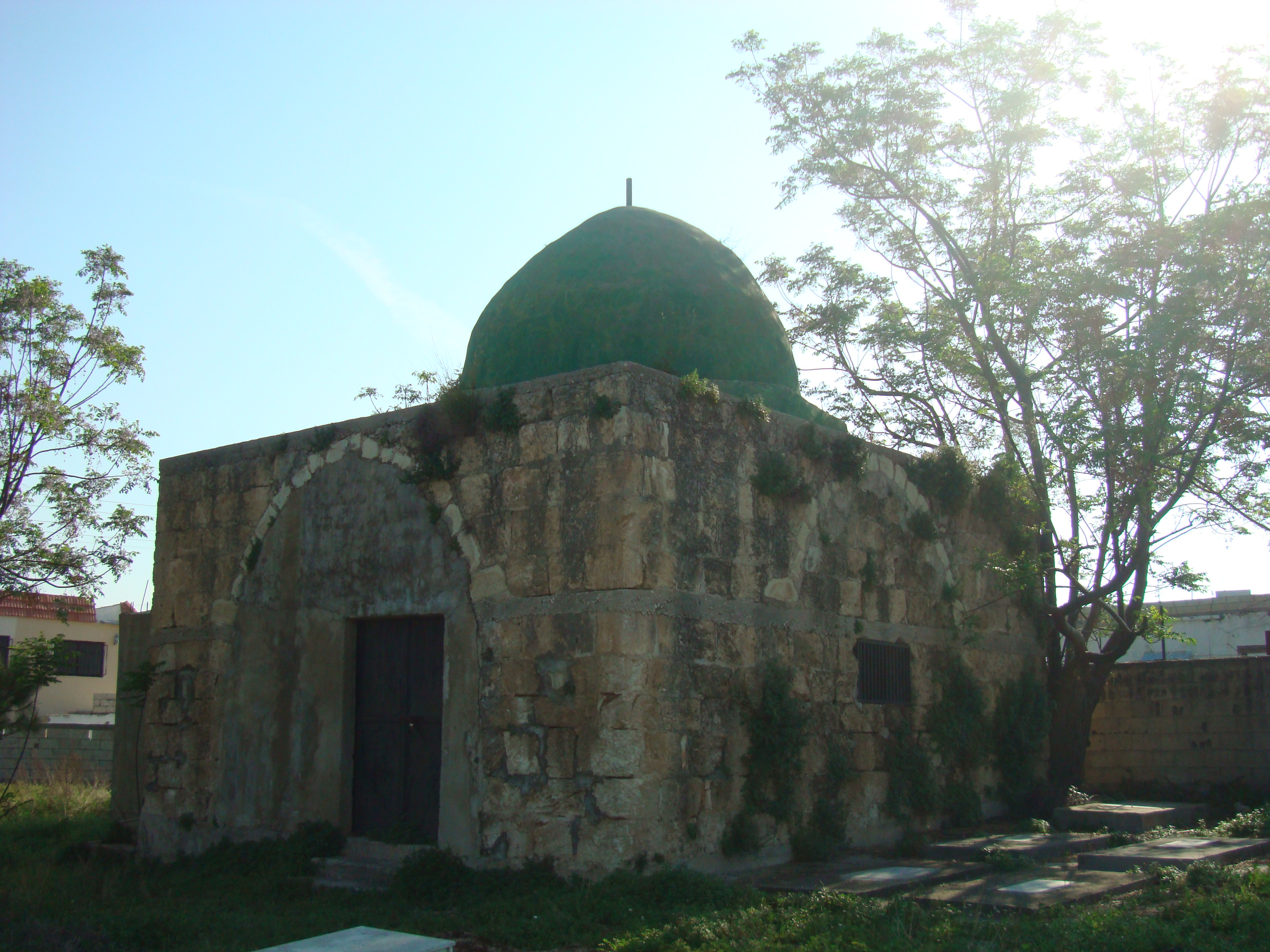
ضريح الشيخ حسين مغنية في طيردبا

نقل المرجع الشيخ حسين مغنية  إلى قريته طيردبا بتشييع حافل حضره كبار العلماء والحكام والخواص والعوام من جميع الطوائف وصلى عليه ولده الشيخ خليل. له اليوم مقام معروف في طيردبا. 
رثاه الكثير من الشعراء.

## أولاده
1. المجتهد الشيخ خليل مغنية(1900 - 1958).
2. القاضي الشيخ علي مغنية: ولد في قرية طيردبا عام 1905. قاضي الشرع للجنوب منذ الاستقلال وحتى وفاته، شاعرا أديبا، تعلم على والده. كانت له مكانة كبيرة عند الناس وكان مسموع الرأي. كانت له علاقات واسعة مع كبار الشخصيات على مستوى لبنان. استغل صداقاته لخدمة الناس وقضاء حوائجهم. توفي في عام 1958
3. القاضي الرئيس عبد الله مغنية: ولد في قرية طيردبا عام 1915.  قاض مدني يضرب مثل بنزاهته في السلك القضائي حتى يومنا هذا، كان رئيس المحكمة التمييزية في بعبدا. توفي عام 1994

## وصلات خارجية
ترجمة الشيخ حسين في معجم البابطين